# Cascade-Siskiyou National Monument
Das Cascade-Siskiyou National Monument ist ein Naturschutzgebiet vom Typ eines National Monuments im Südwesten des US-Bundesstaates Oregon an der Grenze zu Kalifornien. Es wurde im Jahr 2000 durch Präsident Bill Clinton im Übergang zwischen der Kaskadenkette und den Siskiyou Mountains eingerichtet, um die ungewöhnlich hohe Biodiversität der Region zu bewahren. Das Schutzgebiet steht unter der Verwaltung des Bureau of Land Management, einer Behörde des US-Innenministeriums. 

## Beschreibung

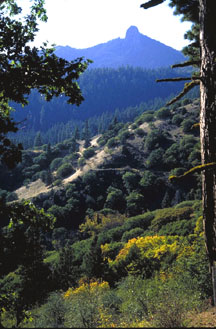
Wälder und Berge im National Monument, im Hintergrund Pilot Rock

Im Gebiet, das zum Jackson County gehört und etwa 45 Kilometer südöstlich von Medford liegt, vereinigen sich Pflanzen- und Tierarten, Ökosysteme und Pflanzengesellschaften aus den Großökosystemen der Trockensteppe des Großen Beckens im Osten, des Regenwalds der gemäßigten Breiten in den Siskiyou Mountains aus Südwesten und dem Hochgebirgscharakter der Kaskadenkette im Norden.
Die Übergangszone zwischen den beiden Bergketten ist auch durch ein ungewöhnlich vielseitiges geologisches Profil gekennzeichnet. Die Siskiyou Mountains enthalten sowohl das älteste Gestein Oregons mit einem Alter von 425 Millionen Jahren als auch junge vulkanische Gesteine. Vulkanischen Ursprungs ist Pilot Rock, ein Stumpf aus im Vulkanschlot erstarrtem Basalt, der nach der Erosion des Vulkanmantels freiliegt. In seinem Umfeld finden sich sowohl Granit als plutonisches Gestein wie Serpentine und andere metamorphe Gesteine. 
Im National Monument leben über 200 Vogelarten, darunter Bartkauz, Fleckenkauz, Zwergkleiber und Wanderfalke. Im Gebiet entspringt der Jenny Creek, ein Zufluss zum Klamath River

## Schutzkonzept und Konflikte
Die etwa 215 km² geschützten Lands (in der Karte rot) sind kleinräumig mit rund 130 km² privaten Lands (in der Karte weiß) gemischt. Dieses gehört teils Ranchern, teils Unternehmen der Forstwirtschaft und Bergbaubetrieben, es gibt aber auch einige wenige privat besiedelte Grundstücke. Diese Privatgrundstücke können nur Teil des National Monuments werden, sofern sie freiwillig von den Vereinigten Staaten erworben werden können. Erwirbt der Bund Privatgrundstücke innerhalb des National Monument, so werden diese Grundstücke Teil des Schutzgebietes. Die Ausweisung des National Monuments hat keinen Einfluss auf die Rechte von Eigentümern von Grundstücken, welche sich nicht im Eigentum der USA befinden im oder an den Grenzen des Schutzgebietes. Bei der Errichtung des Schutzgebietes wurden auch bestehende Weiderechte privater Rinderfarmen auf dem Land im Bundeseigentum bestätigt. 
Ein Managementplan wurde bis Frühjahr 2005 erstellt, konnte aber aufgrund massiver Proteste nicht verabschiedet werden. Das Bureau of Land Management hatte für eineinhalb Jahre sogar alle Inhalte seiner Webseite über das Schutzgebiet vom Netz genommen. Bis Sommer 2008 konnten die Differenzen beigelegt und im August 2008 der Plan verabschiedet werden.
Die Gegensätze zwischen den Eigentümern privater Grundstücke und Nutzungsrechte sowie dem Schutzgebietskonzept entzündeten sich an Weiderechten, Zugangsrechten zu öffentlichem Land nach Gewohnheitsrecht, Holzeinschlagsrechten, und dem Umgang mit Waldbränden. Während die Grundeigentümer befürchten, ihren Besitz durch Feuer zu verlieren, sehen die Naturschutzkonzepte aller Schutzgebiete unter Bundesverwaltung vor, dass natürlich entstehende Waldbrände (etwa durch Blitzschlag) zu den traditionellen Kräften der Ökosysteme gehören und geduldet werden, solange sie keine Gebäude bedrohen. 
Der Kern des Gebietes rund um den Soda Mountain und Hyatt Lake ist seit März 2009 unter dem Namen Soda Mountain Wilderness zusätzlich als Wilderness Area ausgewiesen, der strengsten Klasse von Naturschutzgebieten in den Vereinigten Staaten. Durch das Schutzgebiet verläuft der Fernwanderweg Pacific Crest Trail, ein National Scenic Trail von Mexiko bis Kanada.

## Mögliche Flächenreduzierung durch Präsident Trump
Am 26. April 2017 hatte Präsident Trump das Innenministerium der Vereinigten Staaten mit Executive Order 13792 angewiesen, die Flächengröße derjenigen 27 National Monuments zu überprüfen, die nach dem 1. Januar 1996 ausgewiesen wurden und mindestens 100.000 Hektar Flächengröße hatten. Am 24. August legte Innenminister Ryan Zinke den Abschlussbericht zur Executive Order 13792 vor. Der Abschlussbericht forderte die Flächenreduzierung vom Bears Ears National Monument, Cascade-Siskiyou National Monument, Gold Butte National Monument, Grand Staircase-Escalante National Monument, Pacific Remote Islands Marine National Monument und Rose Atoll Marine National Monument. Ferner sollen bei allen geprüften National Monuments mehr traditionelle menschliche Nutzungen wie Beweidung, Holzeinschlag, Kohleabbau und kommerzielle Fischerei innerhalb der Schutzgebiete zugelassen werden. Zinke begründete dies damit, dass Präsidenten in den letzten Jahrzehnten mit der Einschränkung kommerzieller Aktivitäten in den National Monuments zu weit gegangen seien. Eine Flächenreduzierung des National Monuments wurde durch Präsident Trump, anders als bei anderen Monumenten, nicht durchgeführt.